# Thomas Mathiesen
Thomas Mathiesen (Oslo, 5 oktober 1933 – Oslo, 29 mei 2021) was een Noorse socioloog.
Mathiesen studeerde sociologie in Wisconsin, VS van 1953-1955, en promoveerde in 1965. Vanaf 1972 werd hij hoogleraar rechtssociologie aan de Universiteit van Oslo. Hij werd vooral bekend door zijn onderzoek naar gevangenissen, massamedia en surveillancesystemen. Samen met criminoloog Nils Christie en Louk Hulsman wordt Mathiesen beschouwd als een van de meest spraakmakende critici van zijn tijd van straf als reactie op misdaad.
In 1997 presenteerde Mathiesen het concept van het «Synopticon», of ‘toezicht op enkelen door velen’, als de sociologische tegenhanger van het panopticisme, dat Foucault beschreef in Discipline and Punish (1977). Mathiesens concept van «Synopticon» werd zeer invloedrijk.
Mathiesen schreef in de jaren 1965-2017 een groot aantal boeken die in verschillende talen zijn vertaald, waarvan de bekendste The Politics of Abolition (1974) en Prison on Trial (1990). Hij ontving verschillende prijzen en onderscheidingen voor zijn werk en ontving in 2003 een eredoctoraat van de Universiteit van Lund, Zweden.

## Engelstalige boekpublicaties
- 1965: The Defences of the Weak. A Sociological Study of a Norwegian Correctional Institution
- 1971: Across the Boundaries of Organizations: An Exploratory Study of Communication Patterns in Two Penal Institutions
- 1974: The Politics of Abolition
- 1980: Law, Society, and Political Action
- 1990: Prison on Trial
- 2004: Silently Silenced
- 2013: Towards a Surveillant Society
- 2014: The Politics of Abolition Revisited
- 2017: Cadenza: A Professional Autobiography